# Championnat d'Albanie de football 1983-1984
Navigation
Championnat d'Albanie 1982-83 Championnat d'Albanie 1984-85
Le Championnat d'Albanie de football de Kategoria Superiore 1983-1984 est la 43e édition de ce championnat.

## Classement
| Rang | Équipe                  | Pts | J  | G  | N  | P  | Bp | Bc | Diff |
| ---- | ----------------------- | --- | -- | -- | -- | -- | -- | -- | ---- |
| 1    | Labinoti Elbasan        | 37  | 26 | 15 | 7  | 4  | 26 | 14 | +12  |
| 2    | 17 Nëntori Tirana       | 34  | 26 | 10 | 14 | 2  | 34 | 18 | +16  |
| 3    | Partizan Tirana         | 30  | 26 | 10 | 10 | 6  | 25 | 23 | +2   |
| 4    | Flamurtari Vlorë        | 29  | 26 | 10 | 9  | 7  | 30 | 23 | +7   |
| 5    | Lokomotiva Durrës       | 25  | 26 | 8  | 9  | 9  | 30 | 29 | +1   |
| 6    | Besa Kavajë             | 25  | 26 | 8  | 9  | 9  | 20 | 22 | -2   |
| 7    | Skënderbeu Korçë        | 25  | 26 | 6  | 13 | 7  | 15 | 18 | -3   |
| 8    | Vllaznia Shkodër        | 24  | 26 | 9  | 6  | 11 | 28 | 24 | +4   |
| 9    | Tomori Berat            | 24  | 26 | 7  | 10 | 9  | 16 | 19 | -3   |
| 10   | Luftëtari Gjirokastër   | 24  | 26 | 6  | 12 | 8  | 29 | 34 | -5   |
| 11   | Dinamo Tirana           | 23  | 26 | 5  | 13 | 8  | 23 | 23 | 0    |
| 12   | Naftëtari Qyteti Stalin | 22  | 26 | 7  | 8  | 11 | 22 | 28 | -6   |
| 13   | Traktori Lushnja        | 22  | 26 | 6  | 10 | 10 | 18 | 25 | -7   |
| 14   | 31 Korriku Burrel       | 20  | 26 | 7  | 6  | 13 | 12 | 28 | -16  |

|  | Champion |
|  | Relégué  |

## Bilan de la saison
| Tableau d'Honneur                 |                   |
| Compétition                       | Vainqueur         |
| Championnat d'Albanie de football | Labinoti Elbasan  |
| Coupe d'Albanie de football       | 17 Nëntori Tirana |

| Promotions et relégations     |                   |
| Relégués en First Division    | 31 Korriku Burrel |
| Promus en Kategoria Superiore | Besëlidhja Lezhë  |